# Centaurea dalmatica
Centaurea dalmatica — вид квіткових рослин айстрових (Asteraceae). Ендемік Словенії.